# Римська система числення
Римська система числення, або Римські цифри — непозиційна система числення, яку використовували стародавні римляни.

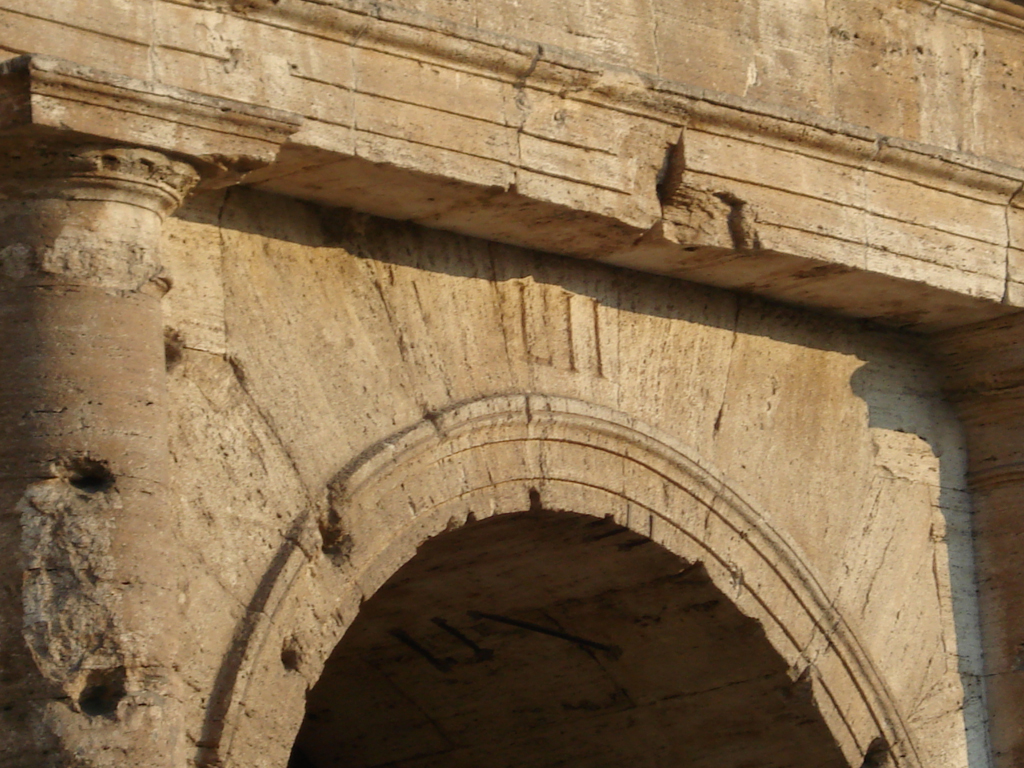
Вхід у сектор LII (52) Колізею з досі видимими цифрами

Ця система базується на використанні особливих знаків (літер латинської абетки) для десяткових розрядів I = 1, X = 10, С = 100, М = 1000 та їх половин V = 5, L = 50, D = 500. Натуральні числа записуються за допомогою повторення цих цифр. При цьому, якщо більша цифра стоїть перед меншою, то вони додаються (принцип додавання), якщо ж менша перед більшою, то менша віднімається від більшої (принцип віднімання). Останнє правило застосовується тільки для уникнення чотириразового повторення однієї цифри. Наприклад, I, X, С ставляться відповідно перед X, С, М для позначення 9, 90, 900 або перед V, L, D для позначення 4, 40, 400. Наприклад, VI = 5 + 1 = 6, IV = 5 – 1 = 4 (замість IIII). XIX = 10 + 10 – 1 = 19 (замість XVIIII), XL = 50 – 10 = 40 (замість XXXX), XXXIII = 10 + 10 + 10 + 1 + 1 + 1 = 33 тощо.
Ця система числення на сьогодні майже не застосовується, бо виконання арифметичних дій над багатозначними числами в цій системі дуже незручне. Однак її використовують для позначення розділів і частин законів, томів видань, століть, інколи років, днів тижня, місяців у датах (1.V.1975), на циферблатах деяких годинників, порядкових числівників, а також похідних, номер яких більший за три (yIV, yV), а також з естетичною метою.

## Історія

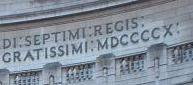
Напис на Адміралтейській арці, Лондон.

### Доримських часів і Стародавнього Риму
Хоча римські цифри пишуться літерами латинської абетки, вони були спочатку незалежними символами. Наприклад, етруски використовували I, Λ, X ⋔, 8 і ⊕ для I, V, X, L, C, і M, з яких тільки I і X, є літерами етруської абетки.

### Гіпотези про походження римських цифр

##### Бирки
За однією з гіпотез, етрусько-римські цифри насправді походять від зарубок на облікових паличках (бирках), які раніше використовували пастухи в Італії і Далмації в XIX столітті.
Таким чином, цифра ⟨I⟩ походить не від літери ⟨I⟩, а від зарубки, зробленої поперек палиці. Кожна п'ята зарубка позначалася двома лініями (на зразок ⋀, ⋁, ⋋, ⋌ і т. д.), а кожна десята була перехрещеною (X), IIIIΛIIIIXIIIIΛIIIIXII … . Отож, число 8 позначали так: IIIIΛIII, або скорочено ΛIII (або VIII), де під знаком Λ малися на увазі і чотири попередні зарубки. Аналогічно, вісімнадцять — це вісім зарубок після перших десяти, які могли бути скорочено позначені X, і так отримано XΛIII. Так само, число чотири на палиці передувало зарубці (V), тому воно може бути записане у вигляді IIII або IΛ (IV). Коли числа стали переводити в письмову форму, знаки були легко ідентифіковані із латинськими літерами I, V і X.
50 позначали по-різному: як N, И, К, Ψ, ⋔ і т. д., але, мабуть, найчастіше у формі курячої лапи, яка накладається з V і I: ᗐ. Цей знак було спрощено ⊥ (перевернуте T) до часу Августа, і незабаром після цього став ототожнюватися з графічно аналогічною літерою L. Так само і 100 позначалося по-різному: Ж, ⋉, ⋈, H, або, як будь-який з символів для 50 плюс додаткова риска. Найуживаніша форма Ж (тобто, накладання Х і I) писалася по-різному: як >І< або ƆIC, і була скорочена до Ɔ або C. Остаточно переміг варіант C, тому що ця літера асоціювалася з латинським словом Centum, тобто «сотня».
П'яту (V) і десяту (X) сотні позначали квадратом або колом. Таким чином, 500 було схоже на Ɔ, «схрещене» з ⋌ або ⊢ , тобто D або Ð. Пізніше було ідентифіковане як літера D. Інша версія: «тисяча» позначалася як (I) (або CIƆ чи CꟾƆ), і, відповідно, половина з тисячі або «п'ятсот» є права половина символу I) (або IƆ або ꟾƆ), і це, можливо, було перетворено в ⟨D⟩.
Тим часом, 1000 позначали як X, обведений квадратом або колом: Ⓧ, ⊗, ⊕, і в августинців частково ототожнюється з грецькою літерою Φ-фі. З часом, символ змінюється на Ψ і ↀ. Останній символ трансформується у ∞, потім у ⋈, і врешті-решт змінюється на М під впливом латинського слова «mille», тобто «тисяча».

##### Ручні сигнали
Альфред Хупер має альтернативну гіпотезу про походження римської системи числення для малих чисел. Хупер стверджує, що цифри відносяться до жестів рук для підрахунку. Наприклад, число I, II, III, IIII відповідає кількості пальців. Для V ставить руку вертикально і показує цифру з двох пальців і з відхиленими пальцями один від одного. Числа 6—10, представлені двома руками наступним чином (ліва рука, права рука) 6 = (V, I), 7 = (V, II), 8 = (V, III), 9 = (V, I—III), 10 = (V, V) і X з будь-якого перетину пальців, або тримаючи обидві руки в хресті.

##### Проміжні символи, що випливають із небагатьох оригінальних символів
Третя гіпотеза про походження свідчить, що основними цифрами були I, X, С і Φ (або ⊕), а проміжні були отримані від прийняття половини з них (половина Х V, половина С L і половина Φ / ⊕ є D).

### Середньовіччя й Відродження
Малі літери були розроблені в середні віки, після розпаду Західної Римської імперії, і з цього часу набуло розповсюдження також написання малими літерами римських цифр: i, ii, iii, iv, і т. д.
Починаючи із Середньовіччя, літерою «J» іноді замінюється кінцева «i» у «нижньому регістрі» римського числа, наприклад, «iij» для 3 або «vij» для 7. Кінцеве «j» досі використовують у медичних рецептах, щоб запобігти зміні або неправильному тлумаченню чисел.
Цифри в документах і написах епохи Середньовіччя іноді включають у себе додаткові символи, які сьогодні називаються «середньовічні римські цифри». Деякі просто замінюють стандартні цифри (як, наприклад, «А» для «V» або «Q» для «D»), а інші служать для скорочення складних числівників («O» для «XI» або «F» для «XL»). Вони досі вживаються в деяких словниках, хоча давно вийшли з ужитку.
Хроногами, або повідомлення з числами, закодованими в них, були популярні в епоху Відродження. Наприклад, фраза, що містить літери I, V, X, L, C, D, М. Поставивши ці літери разом, читач отримає число, яке, як правило, вказує на конкретний рік.

### Сучасне використання
До XI століття індо-арабські цифри були введені в Європу з аль-Андалус, завдяки арабським торговцям і арифметичним трактатам. Римські цифри виявились дуже стійкими, залишаючись у загальному користуванні на Заході в XIV і XV століттях, навіть у галузі бухгалтерського обліку та інших бізнес-записів. Майже повна заміна на зручніші «арабські» цифри відбулася абсолютно поступово. Насправді римські цифри досі іноді використовують і сьогодні, особливо в певних контекстах. Прикладами їх поточного використання є:

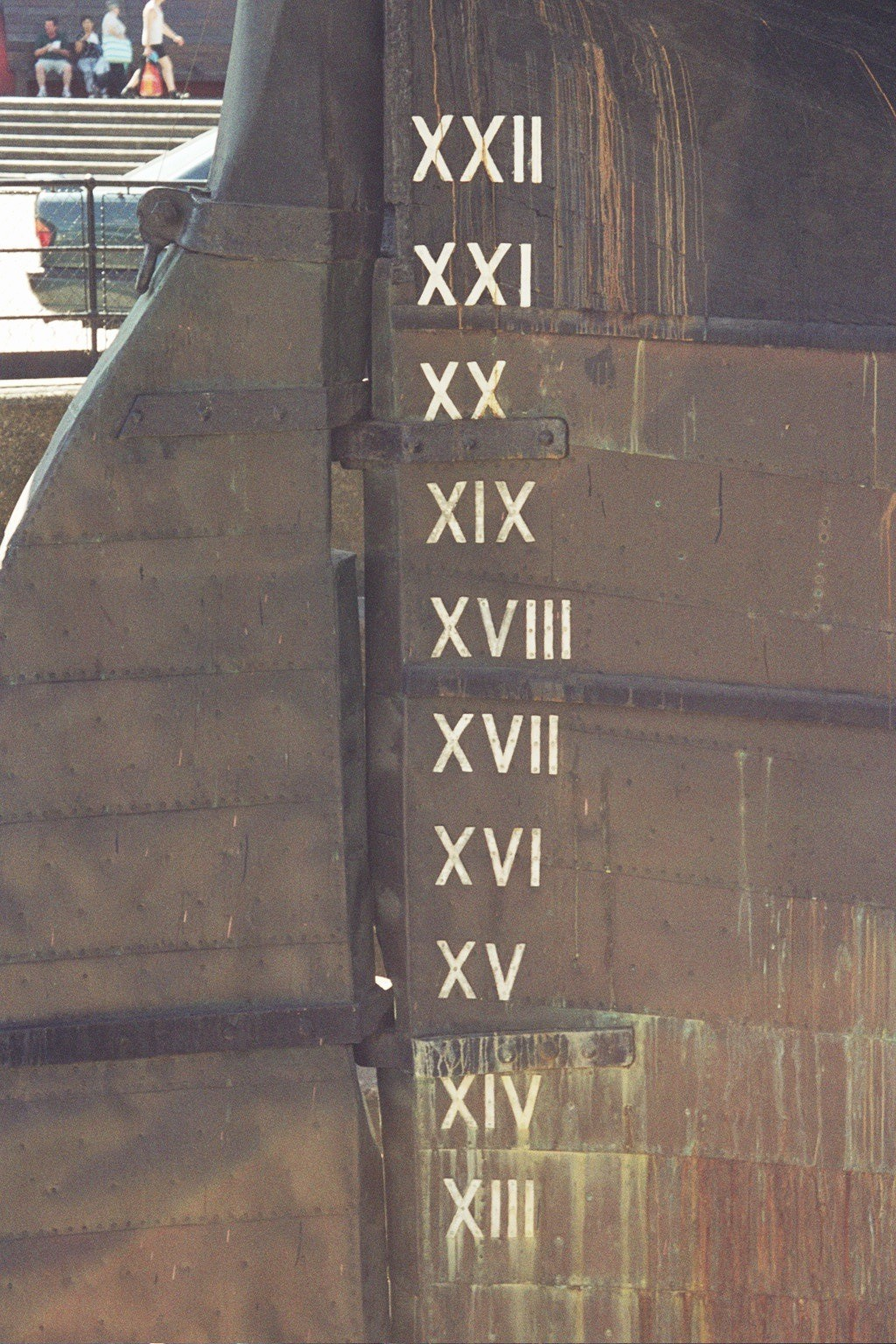
Римські цифри на кормі Катті Сарк, Гринвіч, що показують осадку в футах.

- Імена монархів і пап, наприклад Єлизавета II Сполученого Королівства, Папа Бенедикт XVI. Вони називаються числами царювання, наприклад II вимовляється як «другий». Ця традиція почалася в Європі спорадично в середні віки, отримавши широке використання в Англійському королівстві під час правління Генріха VIII. Раніше монархи не були означеними цифрами. Деякі монархи (наприклад, Карл IV Іспанії та Людовик XIV Франції), здається, воліли IIII замість IV на монетах.
- Суфікси поколінь, особливо в США, для людей, які отримують таке ж ім'я, з покоління в покоління, наприклад, Вільям Говард Тафт IV.
- Рік випуску фільмів, телевізійних шоу та інших творів мистецтва в самій роботі.
- Часові мітки на годиннику. У цьому контексті, 4, як правило, написане IIII.
- Рік побудови.
- Нумерація сторінок передмов і розділів книг, а іноді й додатків.
- Обсяг книги та номери розділів, а також декілька актів у межах гри (наприклад, Акт III, сцена 2).
- Продовження фільмів, відеоігор, та інших робіт (як в Щелепи IV).
- Контури, що використовувати цифри, щоб показати ієрархічні відносини.
- Повторювання грандіозної події, наприклад:
  - Літні і зимові Олімпійські ігри (наприклад, XXI зимові Олімпійські ігри; Ігор XXX Олімпіади)
  - Супербоул, щорічний чемпіонат Національної Футбольної Ліги (наприклад, Супербоул XLVIII[en])
  - Реслманія, річна професійна подія боротьби за WWE (наприклад Реслманія XXX). Це використання також суперечливе.

В астрономії природні супутники планет традиційно позначаються великими римськими цифрами, які додаються до імені планети. Наприклад, позначення Титана Сатурна VI.
У хімії римські цифри часто використовують для позначення групи періодичної таблиці. Їх також використовують у номенклатурі IUPAC неорганічної хімії, для окислення катіонів, які можуть мати кілька різних позитивних зарядів. А ще їх використовують для позначення фаз поліморфних кристалів, як-от лід.
У сейсмології римські цифри використовують для позначення ступенів інтенсивності землетрусів.
У теорії музики діатонічні функції визначаються за допомогою римських цифр.
У музичній практиці продуктивність, окремі рядки струнних інструментів, як-от скрипка, часто позначаються римськими цифрами, з вищими номерами, які позначають нижчі рядки.
В аптекарській справі римські цифри використовують у деяких контекстах, зокрема S для позначення «половини» і N означає «нічого».
У фотографії римські цифри (з нуля) використовують для позначення різних рівнів яскравості при використанні системи Zone.
У картах Таро римські цифри (з нуля), також їх використовують для позначення карти Старших Арканів.
У богослов'ї та біблійній науці Септуагінта часто згадується як LXX, оскільки це переклад Старого Завіту грецькою мовою названий на честь легендарного числа його перекладачів (Септуагінти бути на латині «сімдесят»).
В обчислювальній техніці римські цифри можуть бути використані в ідентифікаторах, які обмежуються символами абетки, синтаксичних обмежень мови програмування. В LaTeX, наприклад, \ labelitemiii відноситься до етикетки елемента третього рівня III вкладеного середовища списку.

#### Римські цифри в Європі
Римські цифри широко використовують у романських і східнослов'янських мовах для позначення століть (XVIII століття). З іншого боку, у слов'янських мовах у Центральній Європі, як і в більшості германських мов, століття часто позначають арабськими цифрами «18.»
У багатьох європейських країнах змішані римські й індо-арабські цифри використовують для запису дати (особливо в офіційних листах та в офіційних документах, та на надгробних плитах). Місяць вказується римськими цифрами, а день — індо-арабськими: 14.VI.1789 (14 червня 1789 року).
У деяких частинах Європи часто використовують римські цифри, щоб представити дні тижня, а також іноді в залізничних та автобусних розкладах. Понеділок позначають I, як перший день тижня. Неділю позначають VII, як останній день тижня. Години роботи, що складаються з двох стовпців, де лівому стовпчику, день тижня римськими цифрами і в правому стовпці діапазон годин роботи від початку роботи до часу закриття.
У ряді європейських країн римські цифри використовують для нумерації поверхів. Наприклад, квартири в центрі Амстердама позначені як 138-III, де індо-арабські цифри означають номер блоку або будинку, а римська цифра — номер поверху. Квартира на першому поверсі, позначається як «138-Huis».
В Італії дороги поза населених районів, кілометрові знаки, основні дороги та автомагістралі також відзначають 100-метрові, використовуючи римські цифри від I до IX для менших інтервалів. Знак «IX | 17», таким чином, означає км 17,9.
Помітним винятком використання римських цифр в Європі є Греція, де, як правило, використовують грецькі цифри (на основі грецької абетки).

Знак 17,9 км на шляху SS4 Salaria, на північ від Риму

## Римські цифри
Римські цифри, які позначають
| 1    | I | лат. unus, unum   |
| 5    | V | лат. quinque      |
| 10   | X | лат. decem        |
| 50   | L | лат. quinquaginta |
| 100  | C | лат. centum       |
| 500  | D | лат. quingenti    |
| 1000 | M | лат. mille        |

| Числа від 0 до 3999 | Числа від 0 до 3999 | Числа від 0 до 3999 |
| Число               | Позначення          | Примітка            |
| ------------------- | ------------------- | ------------------- |
| 0                   | —                   | інколи N            |
| 1                   | I                   |                     |
| 2                   | II                  |                     |
| 3                   | III                 |                     |
| 4                   | IV                  | до XIX ст. — IIII   |
| 5                   | V                   |                     |
| 6                   | VI                  |                     |
| 7                   | VII                 |                     |
| 8                   | VIII                |                     |
| 9                   | IX                  |                     |
| 10                  | X                   |                     |
| 11                  | XI                  |                     |
| 12                  | XII                 |                     |
| 13                  | XIII                |                     |
| 14                  | XIV                 |                     |
| 15                  | XV                  |                     |
| 16                  | XVI                 |                     |
| 17                  | XVII                |                     |
| 18                  | XVIII               |                     |
| 19                  | XIX                 |                     |
| 20                  | XX                  |                     |
| 30                  | XXX                 |                     |
| 40                  | XL                  |                     |
| 50                  | L                   |                     |
| 60                  | LX                  |                     |
| 70                  | LXX                 |                     |
| 80                  | LXXX                |                     |
| 90                  | XC                  |                     |
| 100                 | C                   |                     |
| 200                 | CC                  |                     |
| 300                 | CCC                 |                     |
| 400                 | CD                  |                     |
| 500                 | D; IƆ               |                     |
| 600                 | DC; IƆC             |                     |
| 700                 | DCC; IƆCC           |                     |
| 800                 | DCCC; IƆCCC         |                     |
| 900                 | CM; CCIƆ            |                     |
| 1 000               | M; ↀ; CIƆ           |                     |
| 2 000               | MM; CIƆCIƆ          |                     |
| 2 014               | MMXIV               |                     |
| 3 000               | MMM; CIƆCIƆCIƆ      |                     |
| 3 999               | MMMCMXCIX           |                     |

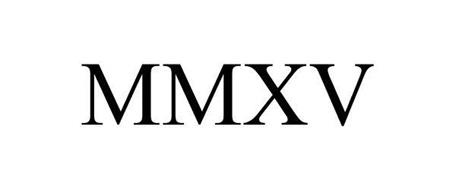
2015 Римськими цифрами

Для правильного запису великих чисел римськими цифрами необхідно спочатку записати число тисяч, потім сотень, потім десятків і, нарешті, одиниць.
При цьому деякі з цифр (I, X, C, M) можуть повторюватися, але не більше трьох разів підряд. Таким чином можна записати будь-яке ціле число не більше 3999 (MMMCMXCIX). У ранні періоди існували знаки для позначення великих чисел — 5000, 10 000, 50 000 і 100 000 (тоді максимальне число за згаданим правилом — 399999). При записі чисел в римській системі числення менша цифра може стояти праворуч від більшої, в цьому випадку вона додається до неї. Наприклад, число 283 по-римському записується як CCLXXXIII, тобто 100 + 100 + 50 + 30 + 3 = 283. Тут цифра, яка зображує сотню, повторена двічі, а цифри, що зображують відповідно десяток і одиницю, повторені по три рази.
Приклад: число 1988. Одна тисяча M, дев'ять сотень CM, вісім десятків LXXX, вісім одиниць VIII. Запишемо їх разом: MCMLXXXVIII.

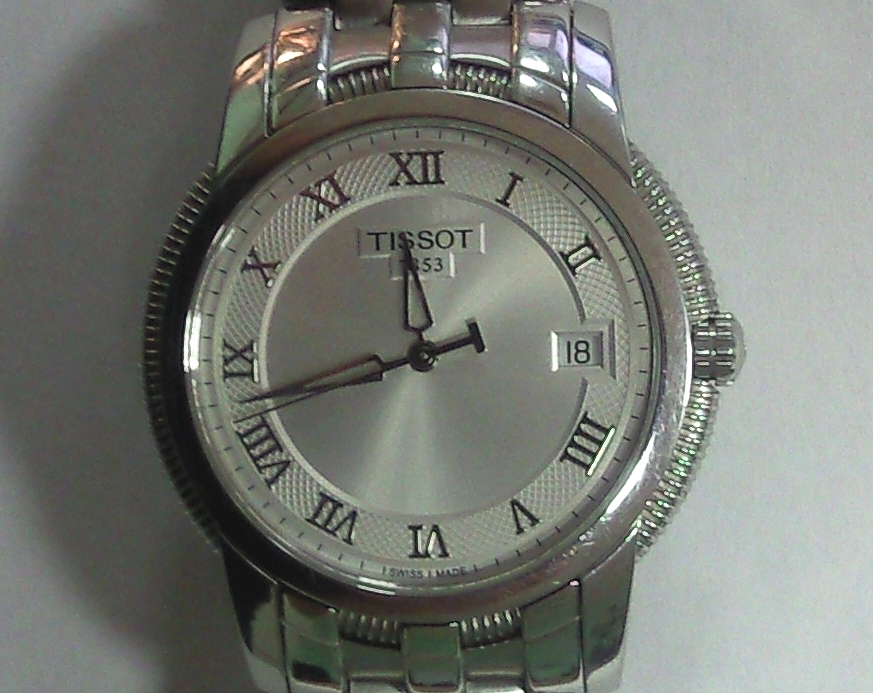
Годинник марки Tissot з традиційним написанням «IIII»

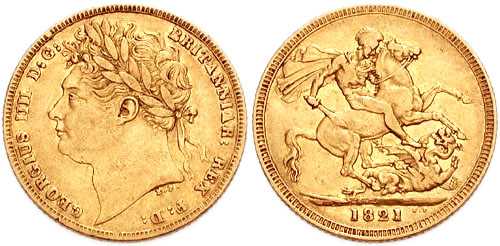
Соверен короля Великої Британії Георга IV, 1821 року. Написання цифри йде як «ІІІІ»

Повсюди записувати число «чотири» як «IV» стали тільки в XIX столітті, до цього найчастіше вживався запис «IIII». Однак запис «IV» можна зустріти вже в документах манускрипту «Forme of Cury», що датуються 1390 роком. На циферблатах годинників в більшості випадків традиційно використовують «IIII» замість «IV», головним чином, з естетичних міркувань: таке написання забезпечує візуальну симетрію з цифрами «VIII» на протилежній стороні, а перевернуту «IV» прочитати важче, ніж «IIII». Існує версія, що IV на циферблаті не писалося тому, що IV — перші літери імені бога Юпітера (IVPITER).
Менша цифра може бути записана і зліва від більшої, тоді її слід відняти від більшої. При цьому відніматися можуть тільки цифра 1 або цифра ступеня 10, а як зменшуване можуть виступати тільки найближчі в числовому ряду до від'ємника дві цифри (тобто від'ємник, помножений на 5 або 10). Повторення меншої цифри не допускається. Таким чином, існує тільки шість варіантів використання «правила віднімання»:
- IV = 4
- IX = 9
- XL = 40
- XC = 90
- CD = 400
- CM = 900

Наприклад, число 94 буде XCIV = 100 – 10 + 5 – 1 = 94 — так зване «правило віднімання» (з'явилося в епоху пізньої античності, а до цього римляни писали число 4 як IIII, а число 40 — як XXXX).
Необхідно відзначити, що інші способи «віднімання» неприпустимі, так, число 99 має бути записано як XCIX, але не як IC. Однак, в наші дні в деяких випадках використовують і спрощений запис римських чисел: наприклад, в програмі Excel при перетворенні арабських цифр в римські за допомогою функції «РИМСЬКЕ ()» можна використовувати кілька видів представлення чисел, від класичного, до сильно спрощеного (так, число 499 може бути записано як CDXCIX, LDVLIV, XDIX, VDIV або ID). Спрощення полягає в тому, що для зменшення будь-якої цифри зліва від неї може писатися будь-яка інша цифра:
- 999. Тисяча (M), віднімемо 1 (I), отримаємо 999 (IM) замість CMXCIX. Наслідок: 1999 — MIM замість MCMXCIX
- 95. Сто (C), віднімемо 5 (V), отримаємо 95 (VC) замість XCV
- 1950: Тисяча (M), віднімемо 50 (L), отримаємо 950 (LM). Наслідок: 1950 — MLM замість MCML

## Застосування

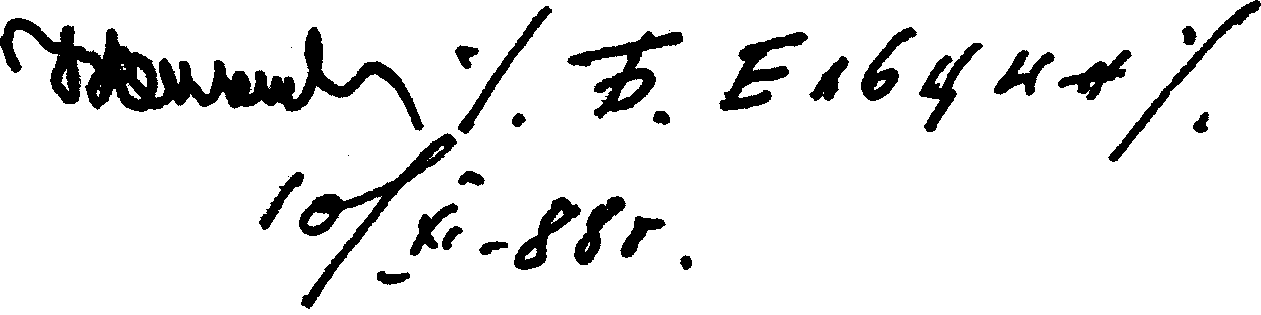
Автограф Б. М. Єльцина 10 листопада 1988 року. Місяць вказаний римськими цифрами.

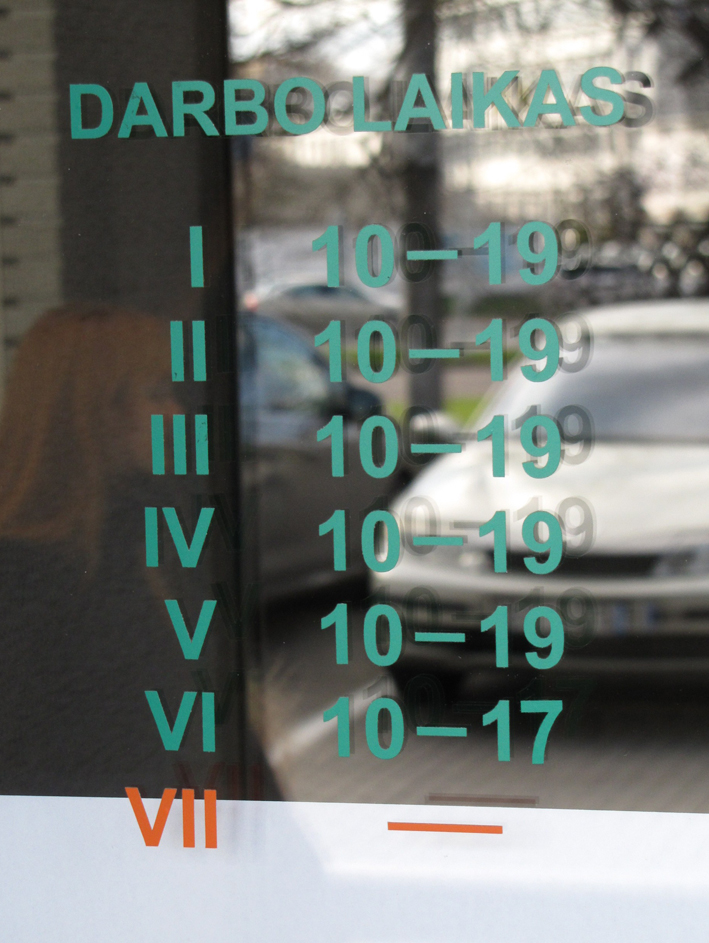
Римські цифри, які позначають дні тижня, на вітрині одного з магазинів у Вільнюсі

В український мові римські цифри використовують у наступних випадках:
- Номер століття або тисячоліття: XIX століття, II тисячоліття до н. е.
- Порядковий номер монарха.
- Номер тому в багатотомній книзі (іноді — номера частин книги, розділів або глав).
- У деяких виданнях — номери аркушів з передмовою до книги, щоб не виправляти посилання всередині основного тексту при зміні передмови.
- Маркування циферблатів годин «під старовину».
- Інші важливі події або пункти списку, наприклад: V постулат Евкліда, II світова війна, XX з'їзд КПРС, Ігри XXII Олімпіади тощо.
- Валентність хімічних елементів.
- Порядковий номер щаблі в звукоряді.
- База гомеопатичних розведень (Conium X3, Aconitum C200 і т. ін.).
- У математичному аналізі римськими цифрами іноді записується номер похідної вище третьої.
- Римські цифри широко вживалися в СРСР при зазначенні дати для позначення місяця року: 11 / III-85 або 14.XI.89. Для вказівки дат життя і смерті на надгробках часто використовували особливий формат, де місяць року також позначали римськими цифрами. З переходом на комп'ютерну обробку інформації формати дати, основані на римських цифрах, практично вийшли з ужитку.

В інших мовах сфера застосування римських цифр може мати особливості. У західних країнах римськими цифрами нерідко записується номер року, наприклад, на фронтонах будівель і в титрах кіно-відеопродукції.
У сучасній Литві на дорожніх знаках, на вітринах магазинів, на вивісках підприємств римськими цифрами можуть позначатися дні тижня.
Якщо розкласти цифри графічно, то отримуємо таке:
| №                           | I | I | I | I | V | I | I | I | I | X | I | I | I | I | V | I | I | I | I | X | I | I | I | I | V | I | I | I | I | X | I | I | I | I | V | I | I | I | I | X | L | I | I | I | I | V | I | I | I | I | X |
| 1                           | I |   |   |   |   |   |   |   |   |   |   |   |   |   |   |   |   |   |   |   |   |   |   |   |   |   |   |   |   |   |   |   |   |   |   |   |   |   |   |   |   |   |   |   |   |   |   |   |   |   |   |
| 2                           | I | I |   |   |   |   |   |   |   |   |   |   |   |   |   |   |   |   |   |   |   |   |   |   |   |   |   |   |   |   |   |   |   |   |   |   |   |   |   |   |   |   |   |   |   |   |   |   |   |   |   |
| 3                           | I | I | I |   |   |   |   |   |   |   |   |   |   |   |   |   |   |   |   |   |   |   |   |   |   |   |   |   |   |   |   |   |   |   |   |   |   |   |   |   |   |   |   |   |   |   |   |   |   |   |   |
| 4                           |   |   |   | I | V |   |   |   |   |   |   |   |   |   |   |   |   |   |   |   |   |   |   |   |   |   |   |   |   |   |   |   |   |   |   |   |   |   |   |   |   |   |   |   |   |   |   |   |   |   |   |
| 5                           |   |   |   |   | V |   |   |   |   |   |   |   |   |   |   |   |   |   |   |   |   |   |   |   |   |   |   |   |   |   |   |   |   |   |   |   |   |   |   |   |   |   |   |   |   |   |   |   |   |   |   |
| 6                           |   |   |   |   | V | I |   |   |   |   |   |   |   |   |   |   |   |   |   |   |   |   |   |   |   |   |   |   |   |   |   |   |   |   |   |   |   |   |   |   |   |   |   |   |   |   |   |   |   |   |   |
| 7                           |   |   |   |   | V | I | I |   |   |   |   |   |   |   |   |   |   |   |   |   |   |   |   |   |   |   |   |   |   |   |   |   |   |   |   |   |   |   |   |   |   |   |   |   |   |   |   |   |   |   |   |
| 8                           |   |   |   |   | V | I | I | I |   |   |   |   |   |   |   |   |   |   |   |   |   |   |   |   |   |   |   |   |   |   |   |   |   |   |   |   |   |   |   |   |   |   |   |   |   |   |   |   |   |   |   |
| 9                           |   |   |   |   |   |   |   |   | I | X |   |   |   |   |   |   |   |   |   |   |   |   |   |   |   |   |   |   |   |   |   |   |   |   |   |   |   |   |   |   |   |   |   |   |   |   |   |   |   |   |   |
| 10                          |   |   |   |   |   |   |   |   |   | X |   |   |   |   |   |   |   |   |   |   |   |   |   |   |   |   |   |   |   |   |   |   |   |   |   |   |   |   |   |   |   |   |   |   |   |   |   |   |   |   |   |
| 11                          |   |   |   |   |   |   |   |   |   | X | I |   |   |   |   |   |   |   |   |   |   |   |   |   |   |   |   |   |   |   |   |   |   |   |   |   |   |   |   |   |   |   |   |   |   |   |   |   |   |   |   |
| 12                          |   |   |   |   |   |   |   |   |   | X | I | I |   |   |   |   |   |   |   |   |   |   |   |   |   |   |   |   |   |   |   |   |   |   |   |   |   |   |   |   |   |   |   |   |   |   |   |   |   |   |   |
| 13                          |   |   |   |   |   |   |   |   |   | X | I | I | I |   |   |   |   |   |   |   |   |   |   |   |   |   |   |   |   |   |   |   |   |   |   |   |   |   |   |   |   |   |   |   |   |   |   |   |   |   |   |
| 14                          |   |   |   |   |   |   |   |   |   | X |   |   |   | I | V |   |   |   |   |   |   |   |   |   |   |   |   |   |   |   |   |   |   |   |   |   |   |   |   |   |   |   |   |   |   |   |   |   |   |   |   |
| 15                          |   |   |   |   |   |   |   |   |   | X |   |   |   |   | V |   |   |   |   |   |   |   |   |   |   |   |   |   |   |   |   |   |   |   |   |   |   |   |   |   |   |   |   |   |   |   |   |   |   |   |   |
| 16                          |   |   |   |   |   |   |   |   |   | X |   |   |   |   | V | I |   |   |   |   |   |   |   |   |   |   |   |   |   |   |   |   |   |   |   |   |   |   |   |   |   |   |   |   |   |   |   |   |   |   |   |
| 17                          |   |   |   |   |   |   |   |   |   | X |   |   |   |   | V | I | I |   |   |   |   |   |   |   |   |   |   |   |   |   |   |   |   |   |   |   |   |   |   |   |   |   |   |   |   |   |   |   |   |   |   |
| 18                          |   |   |   |   |   |   |   |   |   | X |   |   |   |   | V | I | I | I |   |   |   |   |   |   |   |   |   |   |   |   |   |   |   |   |   |   |   |   |   |   |   |   |   |   |   |   |   |   |   |   |   |
| 19                          |   |   |   |   |   |   |   |   |   | X |   |   |   |   |   |   |   |   | I | X |   |   |   |   |   |   |   |   |   |   |   |   |   |   |   |   |   |   |   |   |   |   |   |   |   |   |   |   |   |   |   |
| 20                          |   |   |   |   |   |   |   |   |   | X |   |   |   |   |   |   |   |   |   | X |   |   |   |   |   |   |   |   |   |   |   |   |   |   |   |   |   |   |   |   |   |   |   |   |   |   |   |   |   |   |   |
| 21                          |   |   |   |   |   |   |   |   |   | X |   |   |   |   |   |   |   |   |   | X | I |   |   |   |   |   |   |   |   |   |   |   |   |   |   |   |   |   |   |   |   |   |   |   |   |   |   |   |   |   |   |
| 22                          |   |   |   |   |   |   |   |   |   | X |   |   |   |   |   |   |   |   |   | X | I | I |   |   |   |   |   |   |   |   |   |   |   |   |   |   |   |   |   |   |   |   |   |   |   |   |   |   |   |   |   |
| 23                          |   |   |   |   |   |   |   |   |   | X |   |   |   |   |   |   |   |   |   | X | I | I | I |   |   |   |   |   |   |   |   |   |   |   |   |   |   |   |   |   |   |   |   |   |   |   |   |   |   |   |   |
| 24                          |   |   |   |   |   |   |   |   |   | X |   |   |   |   |   |   |   |   |   | X |   |   |   | I | V |   |   |   |   |   |   |   |   |   |   |   |   |   |   |   |   |   |   |   |   |   |   |   |   |   |   |
| 25                          |   |   |   |   |   |   |   |   |   | X |   |   |   |   |   |   |   |   |   | X |   |   |   |   | V |   |   |   |   |   |   |   |   |   |   |   |   |   |   |   |   |   |   |   |   |   |   |   |   |   |   |
| 26                          |   |   |   |   |   |   |   |   |   | X |   |   |   |   |   |   |   |   |   | X |   |   |   |   | V | I |   |   |   |   |   |   |   |   |   |   |   |   |   |   |   |   |   |   |   |   |   |   |   |   |   |
| 27                          |   |   |   |   |   |   |   |   |   | X |   |   |   |   |   |   |   |   |   | X |   |   |   |   | V | I | I |   |   |   |   |   |   |   |   |   |   |   |   |   |   |   |   |   |   |   |   |   |   |   |   |
| 28                          |   |   |   |   |   |   |   |   |   | X |   |   |   |   |   |   |   |   |   | X |   |   |   |   | V | I | I | I |   |   |   |   |   |   |   |   |   |   |   |   |   |   |   |   |   |   |   |   |   |   |   |
| 29                          |   |   |   |   |   |   |   |   |   | X |   |   |   |   |   |   |   |   |   | X |   |   |   |   |   |   |   |   | I | X |   |   |   |   |   |   |   |   |   |   |   |   |   |   |   |   |   |   |   |   |   |
| 30                          |   |   |   |   |   |   |   |   |   | X |   |   |   |   |   |   |   |   |   | X |   |   |   |   |   |   |   |   |   | X |   |   |   |   |   |   |   |   |   |   |   |   |   |   |   |   |   |   |   |   |   |
| 31                          |   |   |   |   |   |   |   |   |   | X |   |   |   |   |   |   |   |   |   | X |   |   |   |   |   |   |   |   |   | X | I |   |   |   |   |   |   |   |   |   |   |   |   |   |   |   |   |   |   |   |   |
| 32                          |   |   |   |   |   |   |   |   |   | X |   |   |   |   |   |   |   |   |   | X |   |   |   |   |   |   |   |   |   | X | I | I |   |   |   |   |   |   |   |   |   |   |   |   |   |   |   |   |   |   |   |
| 33                          |   |   |   |   |   |   |   |   |   | X |   |   |   |   |   |   |   |   |   | X |   |   |   |   |   |   |   |   |   | X | I | I | I |   |   |   |   |   |   |   |   |   |   |   |   |   |   |   |   |   |   |
| 34                          |   |   |   |   |   |   |   |   |   | X |   |   |   |   |   |   |   |   |   | X |   |   |   |   |   |   |   |   |   | X |   |   |   | I | V |   |   |   |   |   |   |   |   |   |   |   |   |   |   |   |   |
| 35                          |   |   |   |   |   |   |   |   |   | X |   |   |   |   |   |   |   |   |   | X |   |   |   |   |   |   |   |   |   | X |   |   |   |   | V |   |   |   |   |   |   |   |   |   |   |   |   |   |   |   |   |
| 36                          |   |   |   |   |   |   |   |   |   | X |   |   |   |   |   |   |   |   |   | X |   |   |   |   |   |   |   |   |   | X |   |   |   |   | V | I |   |   |   |   |   |   |   |   |   |   |   |   |   |   |   |
| 37                          |   |   |   |   |   |   |   |   |   | X |   |   |   |   |   |   |   |   |   | X |   |   |   |   |   |   |   |   |   | X |   |   |   |   | V | I | I |   |   |   |   |   |   |   |   |   |   |   |   |   |   |
| 38                          |   |   |   |   |   |   |   |   |   | X |   |   |   |   |   |   |   |   |   | X |   |   |   |   |   |   |   |   |   | X |   |   |   |   | V | I | I | I |   |   |   |   |   |   |   |   |   |   |   |   |   |
| 39                          |   |   |   |   |   |   |   |   |   | X |   |   |   |   |   |   |   |   |   | X |   |   |   |   |   |   |   |   |   | X |   |   |   |   |   |   |   |   | I | X |   |   |   |   |   |   |   |   |   |   |   |
| 40                          |   |   |   |   |   |   |   |   |   |   |   |   |   |   |   |   |   |   |   |   |   |   |   |   |   |   |   |   |   |   |   |   |   |   |   |   |   |   |   | X | L |   |   |   |   |   |   |   |   |   |   |
| 41                          |   |   |   |   |   |   |   |   |   |   |   |   |   |   |   |   |   |   |   |   |   |   |   |   |   |   |   |   |   |   |   |   |   |   |   |   |   |   |   | X | L | I |   |   |   |   |   |   |   |   |   |
| 42                          |   |   |   |   |   |   |   |   |   |   |   |   |   |   |   |   |   |   |   |   |   |   |   |   |   |   |   |   |   |   |   |   |   |   |   |   |   |   |   | X | L | I | I |   |   |   |   |   |   |   |   |
| 43                          |   |   |   |   |   |   |   |   |   |   |   |   |   |   |   |   |   |   |   |   |   |   |   |   |   |   |   |   |   |   |   |   |   |   |   |   |   |   |   | X | L | I | I | I |   |   |   |   |   |   |   |
| 44                          |   |   |   |   |   |   |   |   |   |   |   |   |   |   |   |   |   |   |   |   |   |   |   |   |   |   |   |   |   |   |   |   |   |   |   |   |   |   |   | X | L |   |   |   | I | V |   |   |   |   |   |
| 45                          |   |   |   |   |   |   |   |   |   |   |   |   |   |   |   |   |   |   |   |   |   |   |   |   |   |   |   |   |   |   |   |   |   |   |   |   |   |   |   | X | L |   |   |   |   | V |   |   |   |   |   |
| 46                          |   |   |   |   |   |   |   |   |   |   |   |   |   |   |   |   |   |   |   |   |   |   |   |   |   |   |   |   |   |   |   |   |   |   |   |   |   |   |   | X | L |   |   |   |   | V | I |   |   |   |   |
| 47                          |   |   |   |   |   |   |   |   |   |   |   |   |   |   |   |   |   |   |   |   |   |   |   |   |   |   |   |   |   |   |   |   |   |   |   |   |   |   |   | X | L |   |   |   |   | V | I | I |   |   |   |
| 48                          |   |   |   |   |   |   |   |   |   |   |   |   |   |   |   |   |   |   |   |   |   |   |   |   |   |   |   |   |   |   |   |   |   |   |   |   |   |   |   | X | L |   |   |   |   | V | I | I | I |   |   |
| 49                          |   |   |   |   |   |   |   |   |   |   |   |   |   |   |   |   |   |   |   |   |   |   |   |   |   |   |   |   |   |   |   |   |   |   |   |   |   |   |   | X | L |   |   |   |   |   |   |   |   | I | X |
| 50                          |   |   |   |   |   |   |   |   |   |   |   |   |   |   |   |   |   |   |   |   |   |   |   |   |   |   |   |   |   |   |   |   |   |   |   |   |   |   |   |   | L |   |   |   |   |   |   |   |   |   |   |
| і т. д. до MMMCMXCIX (3999) |   |   |   |   |   |   |   |   |   |   |   |   |   |   |   |   |   |   |   |   |   |   |   |   |   |   |   |   |   |   |   |   |   |   |   |   |   |   |   |   |   |   |   |   |   |   |   |   |   |   |   |

## Юнікод
Стандарт Юнікоду рекомендує використовувати для представлення римських цифр звичайні латинські літери (комбінації). Проте стандарт включає також спеціальні [фіксовані] символи для римських цифр як частина Числових форм в області знаків із кодами з U + 2160 по U +2188. Наприклад, MCMLXXXVIII може бути представлено у формі ⅯLⅭⅯⅬⅩⅩⅩⅧ. Цей діапазон включає як малі, так і прописні літерознаки для запису чисел від 1 (або Ⅰ) до 12 (або Ⅻ), в тому числі і комбіновані гліфи для складених чисел [фіксованих], таких як 8 (або Ⅷ), головним чином для забезпечення сумісності з східноазійськими наборами символів в таких промислових стандартах, як JIS X 0213, де ці символи визначені.
Комбіновані гліфи [з фіксованими символами] використовують для подання чисел, які раніше складалися з окремих символів (наприклад, Ⅻ замість його представлення як X і I I). На додаток до цього, гліфи існують для архаїчних форм запису чисел 1000, 5000, 10 000, великий зворотної C (Ɔ), пізньої форми запису 6 (ↅ, схожою на грецьку стигму: Ϛ), ранньої форми запису числа 50 (ↆ, схожою на стрілку, що вказує вниз ↓ ⫝⊥ ↓⫝⊥),), 50 000, і 100 000. Слід зазначити, що маленька зворотна c, ↄ не включена в символи римських цифр, але включена в стандарт Юнікоду як прописна ↄ.
| Код      | 0        | 1        | 2        | 3        | 4        | 5        | 6        | 7        | 8        | 9        | A        | B        | C        | D        | E        | F        |
| Значення | 1        | 2        | 3        | 4        | 5        | 6        | 7        | 8        | 9        | 10       | 11       | 12       | 50       | 100      | 500      | 1 000    |
| -------- | -------- | -------- | -------- | -------- | -------- | -------- | -------- | -------- | -------- | -------- | -------- | -------- | -------- | -------- | -------- | -------- |
| U+2160   | Ⅰ 2160   | Ⅱ 2161   | Ⅲ 2162   | Ⅳ 2163   | Ⅴ 2164   | Ⅵ 2165   | Ⅶ 2166   | Ⅷ 2167   | Ⅸ 2168   | Ⅹ 2169   | Ⅺ 216A   | Ⅻ 216B   | U+216C Ⅼ | U+216D Ⅽ | U+216E Ⅾ | U+216F Ⅿ |
| U+2170   | ⅰ 2170   | ⅱ 2171   | ⅲ 2172   | ⅳ 2173   | ⅴ 2174   | ⅵ 2175   | ⅶ 2176   | ⅷ 2177   | ⅸ 2178   | ⅹ 2179   | ⅺ 217A   | ⅻ 217B   | U+217C ⅼ | U+217D ⅽ | U+217E ⅾ | U+217F ⅿ |
| Значення | 1 000    | 1 000    | 5 000    | 5 000    | 10 000   | 10 000   | 100      | 100      | 6        | 6        | 50       | 50       | 50 000   | 50 000   | 100 000  | 100 000  |
| U+2180   | U+2180 ↀ | U+2180 ↀ | U+2181 ↁ | U+2181 ↁ | U+2182 ↂ | U+2182 ↂ | U+2183 Ↄ | U+2183 Ↄ | U+2185 ↅ | U+2185 ↅ | U+2186 ↆ | U+2186 ↆ | U+2187 ↇ | U+2187 ↇ | U+2188 ↈ | U+2188 ↈ |

⚠ Відображення всіх цих символів потребує наявність програмних засобів, що підтримують стандарт Юнікод, і шрифту, який містить відповідні цим символам гліфи (наприклад, шрифт Universalia).

## Регулярні вирази
Регулярний вираз для перевірки римських цифр— '^(?i)M{0,3}(D?C{0,3}|C[DM])(L?X{0,3}|X[LC])(V?I{0,3}|I[lx У мові Perl для пошуку римських цифр в рядку можна використовувати регулярний вираз 'm/\b((?:M{0,3}?(?:D?C{0,3}|C[DM])?(?:L?X{0,3}|X[LC])?(?:I{0,3}?V?I{0,3}|I[VX])))\b/gs'.

## Перетворення
Для перетворення чисел, записаних арабськими цифрами в римські, використовують спеціальні функції. Наприклад, в англійській версії Microsoft Excel і в будь-якій версії OpenOffice Calc ця функція називається «ROMAN»(аргумент).